# World Series of Boxing
World Series of Boxing o WSB fu una competizione mondiale di pugilato a squadre tenutasi fra il 2010 e il 2018.

## Storia
WSB fu istituita nel 2010 dall'Associazione internazionale boxe amatori.
Sebbene patrocinata dal massimo organo di pugilato dilettantistico, le World Series of Boxing si rifanno al pugilato professionistico, in quanto i pugili percepiscono una retribuzione oltre a premi in denaro per eventuali vittorie.
Inoltre, come nel mondo professionistico, i pugili combattono a torso nudo e senza protezioni per il volto.
Le franchigie che hanno vinto più volte la competizione sono gli Astana Arlans e i Cuba Domadores, con tre vittore ciascuna. Paris United e Dolce & Gabbana Milano Thunder hanno vinto una volta ciascuna.
La competizione è stata interrotta nel 2018, per via degli eccessivi costi e della situazione finanziaria incerta dell'AIBA.

## Formula della competizione

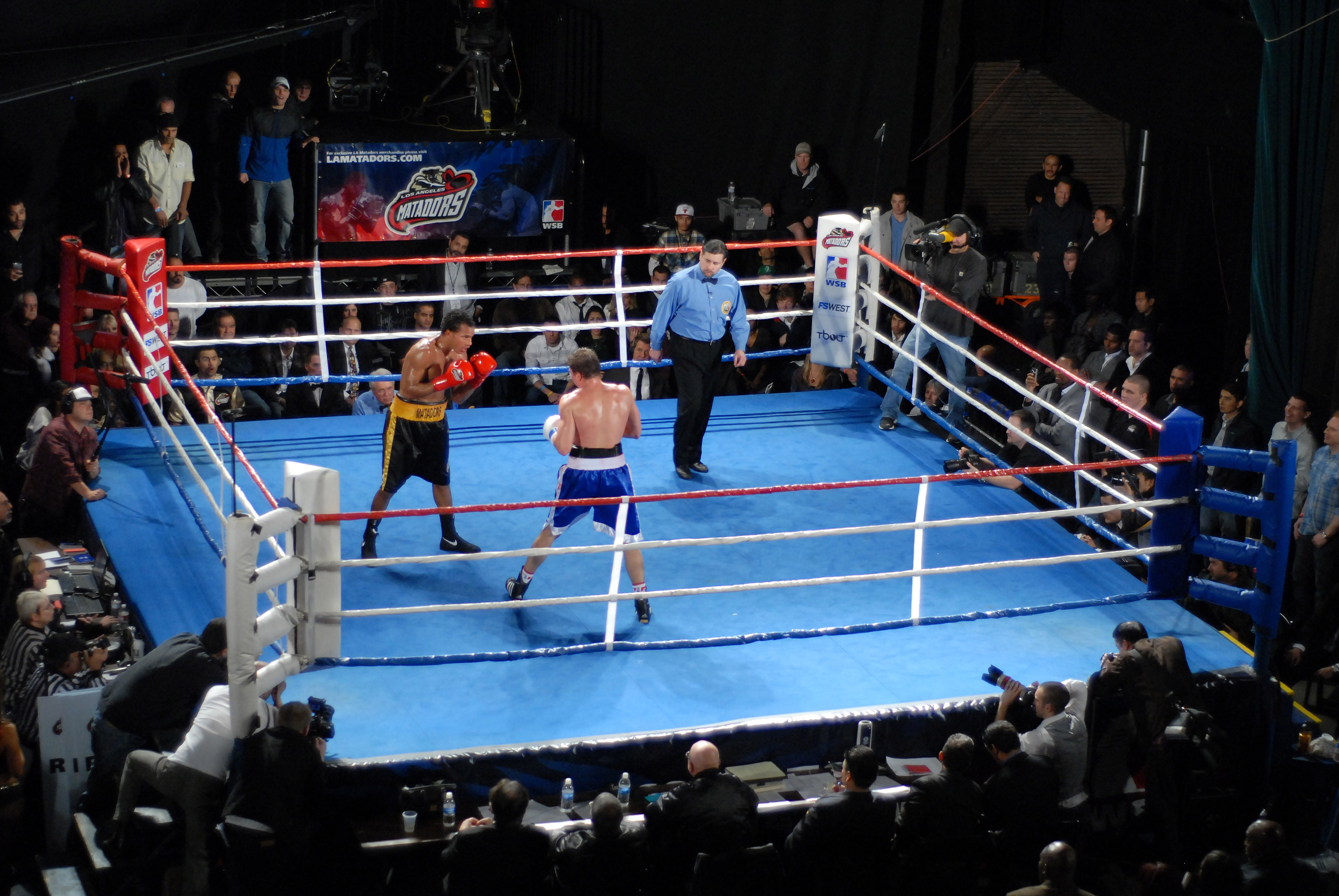
L'incontro tra Los Angeles Matadors e Dynamo Moscow nel corso della stagione 2011-12.

Le squadre erano formate da dilettanti e professionisti che avessero disputato meno di 20 incontri. Le categorie riconosciute di pugili erano:
- Pesi gallo (54 kg)
- Pesi leggeri (61 kg)
- Pesi medi (73 kg)
- Pesi mediomassimi (85 kg)
- Pesi massimi (91+ kg)

La disputa si decideva in cinque match, uno per categoria, ciascuno di cinque round da tre minuti. Ottenevano 3 punti i pugili che prevalevano per 5-0, 4-1, 4-0, 3-0, 2-0 o 1-0, mentre il punteggio di 3-2, 3-1, o 2-1 garantiva 3 punti al vincitore e 1 al perdente. In caso di parità venivano assegnati 2 punti a ciascuna squadra.
Gli incontri si disputavano senza caschetto e canotta, basandosi sui criteri della boxe professionistica, con la presenza dei giudici, un arbitro e un supervisore.
A partire dalla stagione 2013-2014, le categorie della WSB vennero portate da cinque a dieci e divise in due gruppi così composti:
- Gruppo C1: 49 kg, 56 kg, 64 kg, 75 kg e 91 kg;
- Gruppo C2: 52 kg, 60 kg, 69 kg, 81 kg e +91 kg.

I due gruppi si sarebbero alternati in ogni giornata, in modo da garantire un eguale numero di match per i pugili di ogni categoria. Fu rivista anche la parte relativa ai giudici: il numero fu portato da tre a cinque, ma per ogni incontro ne sarebbero stati sorteggiati via computer tre poco prima dell'inizio.

## Albo d'oro
| Anno      | Squadre | Vincitore                      | Punteggio | Finalista             |
| --------- | ------- | ------------------------------ | --------- | --------------------- |
| 2010-2011 | 12      | Paris United                   | 6-4       | Astana Arlans         |
| 2011-2012 | 12      | Dolce & Gabbana Milano Thunder | 4-1       | Dynamo Moscow         |
| 2012-2013 | 12      | Astana Arlans Kazakhstan       | 6-5       | Ukraine Otamans       |
| 2013-2014 | 12      | Cuba Domadores                 | 6-5       | Azerbaijan Baku Fires |
| 2015      | 16      | Astana Arlans Kazakhstan       | 6-4       | Cuba Domadores        |
| 2016      | 16      | Cuba Domadores                 | 9-1       | British Lionhearts    |
| 2017      | 12      | Astana Arlans                  | 6-5       | Cuba Domadores        |
| 2018      | 12      | Cuba Domadores                 | 7-3       | Astana Arlans         |